# Vaillant (bedrijf)

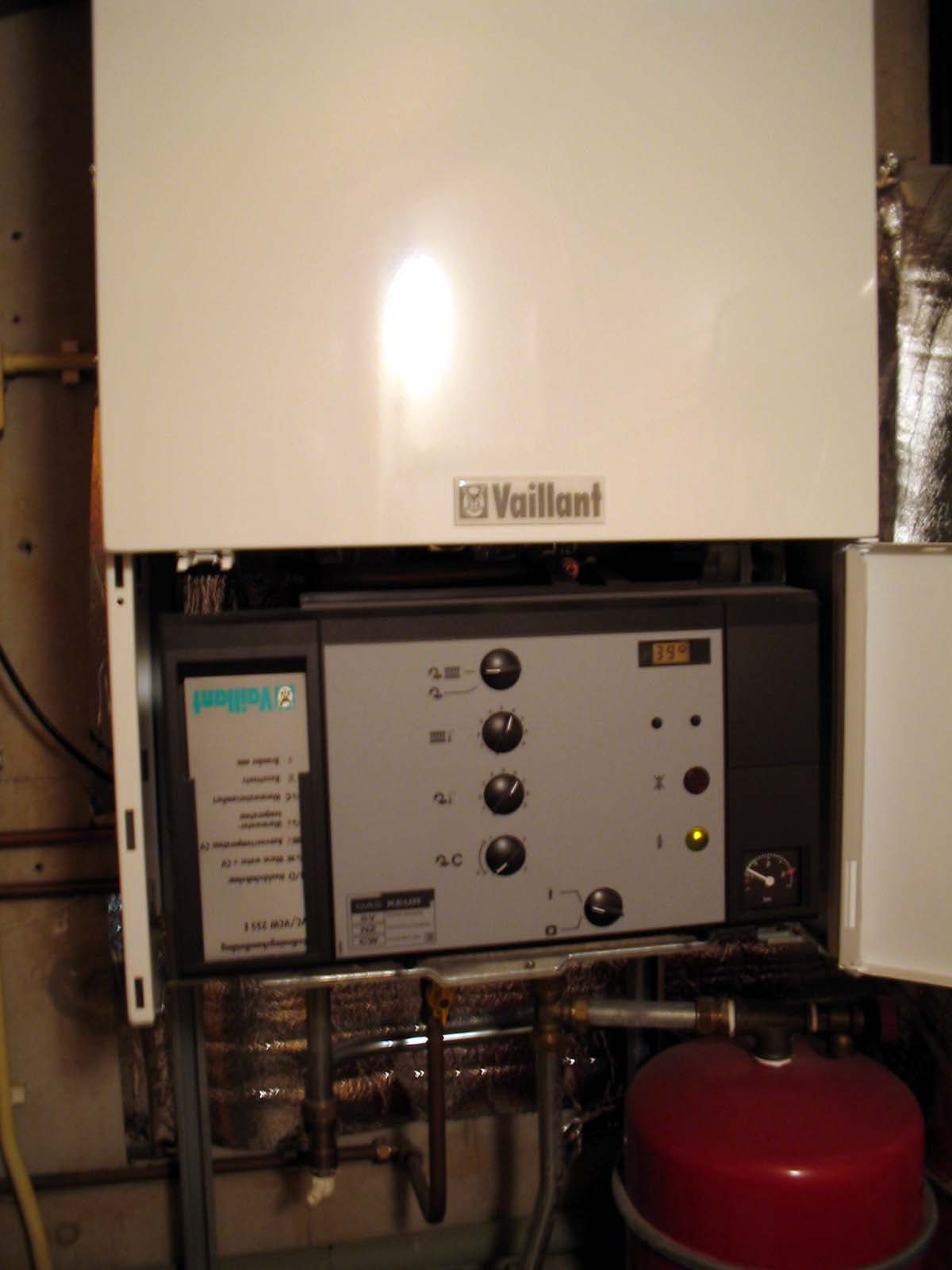
Cv-ketel van Vaillant

Vaillant is een Duitse bedrijfsgroep die verwarmingstoestellen, -systemen en -onderdelen vervaardigt.

## Vaillant Group
De Vaillant Group stelt wereldwijd meer dan 10.100 medewerkers te werk in de sectoren van verwarmingstechnologie, en huishoudelijke producten (Abru). De hoofdzetel is gevestigd in Remscheid, Duitsland. Met een omzet van twee miljard euro en een afzet van meer dan 2,8 miljoen toestellen is het een van de belangrijkste bedrijven in zijn sector in Europa. Vaillant heeft vele patenten en meldt er jaarlijks ongeveer 100 nieuwe aan.
Het bedrijf werd in 1874 opgericht door Johann Vaillant en is nog steeds familiebezit. De groep verspreidt zijn producten onder de merknamen Vaillant, Saunier Duval, Protherm, Glow-worm, Hermann, Bulex en AWB.

## Vaillant België
Het Belgische filiaal van Vaillant verwarmingstechnologieën ligt in Drogenbos en heeft 450 werknemers in dienst. Vaillant is 62 jaar aanwezig op de Belgische markt en groeide uit tot marktleider met een omzet van 65 miljoen euro in 2009.